# Les Aventuriers du Rail
 (octobre 2021).
Les Aventuriers du Rail est un jeu de société créé par Alan R. Moon sur le thème des chemins de fer. Il a été illustré par Julien Delval et Cyrille Daujean, et publié par Days of Wonder en 2004.
Ce jeu a reçu le prix Spiel des Jahres en 2004, ainsi que le Origins Award pour le meilleur jeu de plateau en 2005.
Entre septembre 2009 et juin 2010, pour fêter le cinquième anniversaire du jeu, l'éditeur a organisé le premier championnat du monde de la série de jeux Les Aventuriers du Rail. Ce championnat a réuni huit champions nationaux d'Amérique du nord (Canada et États-Unis), du Benelux, d'Allemagne, de Pologne, d'Espagne, du Royaume-Uni et de France.

## Règles du jeu de base

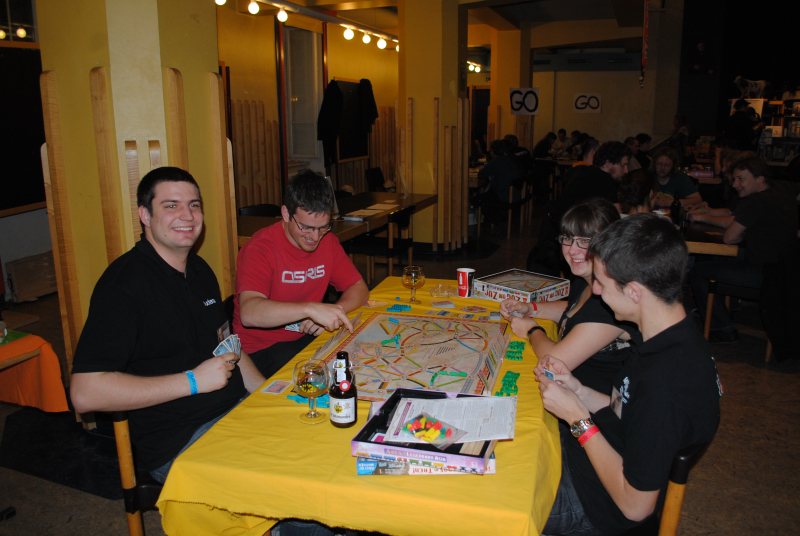
Une partie en cours.

La version de base des Aventuriers du Rail se joue de 2 à 5 joueurs, sur un plateau qui représente une carte des États-Unis et du sud du Canada, avec 36 villes reliées entre-elles par des chemins de 1 à 6 cases colorées, représentant des lignes de chemin de fer à construire.
Le but pour chaque joueur est de construire des lignes de chemin de fer en déposant ses wagons sur les cases correspondantes au moyen de cartes « wagons » de couleur, et ainsi de relier entre-elles des villes selon des cartes « destinations » et ainsi gagner le plus de points possible. À chaque tour, un joueur peut au choix piocher des cartes, déposer ses wagons ou prendre des nouvelles cartes « destinations » . Lorsqu'un joueur dépose des wagons, il remporte un certain nombre de points en fonction du nombre de wagons nécessaire pour le tronçon. Les points sont calculés autour du plateau.
Lorsqu'un joueur n'a plus que 0, 1 ou 2 wagons dans sa réserve, il déclenche la fin de la partie, chaque joueur jouant une dernière fois. Les joueurs calculent leur nombre de points en ajoutant ou retranchant des points liés à la réussite ou non des différentes cartes « destinations » de chacun. Le joueur ayant le grand chemin de wagons reliés remporte 10 points supplémentaires. Le joueur avec le plus grand nombre de points remporte la partie.

## Autres versions du jeu

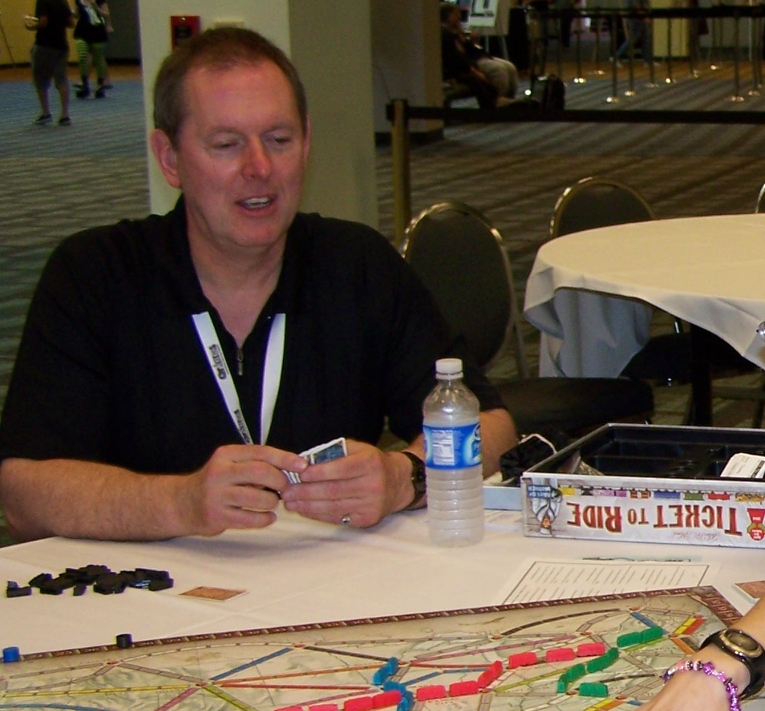
Alan R. Monn jouant à son propre jeu les aventuriers du Rail.

### Jeux de plateau
À la suite du succès des Aventuriers du Rail, Days of Wonder et Alan R. Moon ont sorti plusieurs versions différentes du jeu de base. Ces nouvelles versions sont soit des jeux complets (avec plateau de jeu, pions et cartes), soit des extensions (de nouveaux plateaux de jeu et/ou de nouvelles cartes à utiliser avec un jeu complet).

#### Jeux complets
- Europe
- Autour du Monde
- Au cœur de l'Afrique
- Asie
- Scandinavie

##### Pays ou régions
- Japon et Italie
- France et conquête de l'ouest
- Allemagne
- Nordic countries
- Royaume-Uni & Pennsylvanie
- Pays-Bas
- Inde et Suisse
- Pologne
- Péninsule Ibérique & Corée du Sud

##### Villes
- Paris
- Berlin
- Amsterdam
- Londres
- New-York
- San Francisco

##### Pour les enfants
- Mon premier voyage Europe
- Mon premier voyage USA
- Le Train fantôme

##### Autres
- Le Défi des Locos

#### Extensions
- USA 1910
- Europe 1912
- Sets de trains Deluxe

### Jeu de cartes
Les Aventuriers du Rail - Le jeu de cartes est une version portable des Aventuriers du Rail qui ne nécessite pas de plateau de jeu.

## Jeux vidéo
Les Aventuriers du Rail a été adapté en jeu vidéo :
- En 2008 sur Xbox 360 ;
- En 2011 sur Windows, Mac, Linux, iOS et Android.

### Board Game Arena
Le 28 septembre 2022, Les Aventuriers du Rail est devenu disponible sur Board Game Arena lorsque la carte des États-Unis pour la version originale des Aventuriers du Rail a été ajoutée. Plus d'un an plus tard, le 15 janvier 2024, il a été annoncé que plus de 6 millions de parties du jeu original Ticket to Ride avaient été enregistrées comme ayant été jouées sur Board Game Arena.
Le 21 décembre 2023, la carte de l'Europe des Aventuriers du Rail - Europe a été lancée sur Board Game Arena. Un mois après son lancement, le 15 janvier 2024, il a été annoncé que plus de 100 000 parties de Ticket to Ride - Europe avaient été jouées sur Board Game Arena. Le 25 juin 2024, l'extension Ticket to Ride de Ticket to Ride - Europa 1912 a été ajoutée.
| Prix                  | Date | Catégorie                | Résultat | Réf   |
| --------------------- | ---- | ------------------------ | -------- | ----- |
| Board Game Arena Prix | 2024 | Meilleur jeu occasionnel | Victoire | [ 5 ] |

## Récompenses
Le jeu Les Aventuriers du Rail a obtenu les récompenses suivantes :
- Spiel des Jahres (2004)[1]
- Origins Award pour le meilleur jeu de société (2005)[2]
- As d'or - Jeu de l'année (2005)
- Japan Boardgame Prize pour le meilleur jeu étranger pour joueurs confirmés (2006)

Le jeu Les Aventuriers du Rail en Europe a obtenu la récompense suivante :
- International Gamers Awards pour le meilleur jeu multijoueur (2005)